# (3805) Goldreich
(3805) Goldreich (1981 DK3) – planetoida z pasa głównego asteroid okrążająca Słońce w ciągu 4,4 lat w średniej odległości 2,68 j.a. Odkrył ją Schelte Bus 28 lutego 1981 roku.